# Kukmák dřevní
Kukmák dřevní (Volvariella caesiotincta P. D. Orton 1974) je vzácná saprotrofní houba z čeledi štítovkovitých (Pluteacea). V České republice je zákonem chráněná. Jde o nejedlý druh.

## Vzhled

### Makroskopický
Klobouk dosahuje 40–100 milimetrů, je vyklenutý až plochý, na vrcholu s nízkým tupým hrbolem. Má matný povrch, paprsčitě vláknitou kresbu a namodrale šedé až šedočerné zbarvení. Okraj bývá výrazněji tmavě vláknitý.
Lupeny odsedlé, v mládí mají bílou barvu, u zralých plodnic jsou masově růžové.
Třeň dosahuje 40–100 × 4–10 milimetrů, má válcovitý na bázi kyjovitě rozšířený tvar. U mladých plodnic je bílý a až krémový, u starších nažloutlý až nahnědlý. Povrch v mládí kryjí vločky, později je vláknitý. Bázi halí nápadná šedá pochva.
Dužnina je cítit po listech muškátu.

### Mikroskopický
Výtrusný prach je hnědorůžový Spóry mají široce eliptický až mírně hranatý tvar, dosahují 5,5–8 (9) × 3,5–5,5 μm, cystidy bývají vybavené prstovitým až rozvětveným výrůstkem.

## Výskyt
Roste saprotrofně na tlejícím dřevu – na zbytcích pařezů, kmenů, zanořeného dřeva nebo opadu s vyšším podílem dřevní hmoty. Vyskytuje se v nížinách a středních polohách, v horském stupni jen ojediněle. Preferuje dubiny a bučiny. Krom dubu a buku roste i na dřevě lípy, břízy, javoru, jilmu, habru a dalších listnáčů. Vzácně i na dřevě smrku. Fruktifikuje od června do října.

## Rozšíření
První publikovaný nález z území České republiky byl učiněn. 21. května 1983 v oblasti Českého krasu. Lokalita byla zničena těžbou vápence. V rámci chráněných území České republiky byly publikované nálezy kukmáku dřevního mimo jiné z následujících lokalit:
- Čtvrtě[3] (okres Nymburk)
- Karlštejn[6] (okres Beroun)
- Kohoutov[3] (okres Rokycany)
- Medník[3] (okres Praha-západ)
- Peklo[3] (okres Česká Lípa)
- Zátoňská hora[7] (okres Prachatice)

## Ochrana
Kukmák dřevní je chráněný jakožto ohrožený druh podle vyhlášky Ministerstva životního prostředí České republiky č. 395/92 Sb. zákona 114/92 Sb., o ochraně přírody a krajiny. Je uveden v Červené knize ohrožených a vzácných druhů rostlin a živočichů SR a ČR jako ohrožený druh (R) a v Červeném seznamu hub (makromycetů) České republiky jako zranitelný druh (VU).